# Ordini di grandezza (lunghezza)

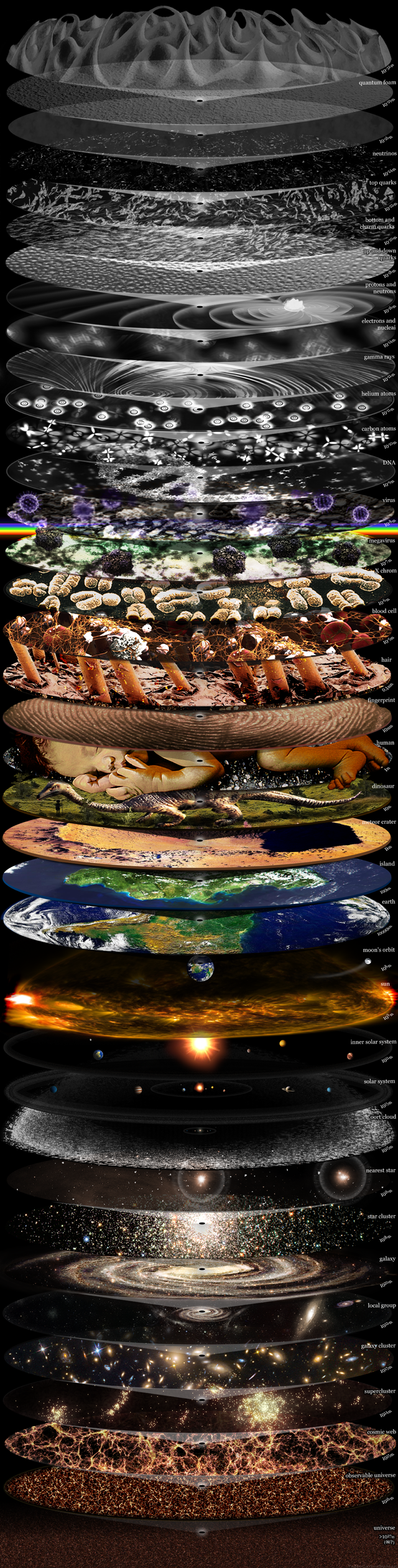
Le scale di tutto. Sulla parte superiore le distorsioni dello spazio-tempo della schiuma quantica e sotto le piccole particelle elementari, le particelle elementari intermedie, le particelle elementari grandi, i componenti delle particelle composite, i componenti degli atomi, le onde elettromagnetiche, gli atomi semplici, gli atomi complessi, le molecole, i piccoli virus, i grandi virus, i cromosomi, cellule, peli, parti del corpo umano, specie, gruppi di specie, piccole aree come crateri, grandi aree come masse terrestri, pianeti, orbite, stelle, piccoli sistemi planetari, sistemi planetari intermedi, grandi sistemi planetari, raccolte di stelle, stelle ammassi, galassie, gruppi di galassie, ammassi di galassie, superammassi di galassie, la rete cosmica, l'universo osservabile e l'intero universo.

| Ordine    | Prefisso SI                                              | Lunghezza dell'oggetto                                                                                          | Oggetto |
| --------- | -------------------------------------------------------- | --- | --- |
| 10−35 m   |                                                          | 1,6×10−35 m | Lunghezza di Planck, ottenuta come combinazione teorica delle costanti fondamentali della Fisica (vedi Unità di misura di Planck). |
| ...       |                                                          | | |
| 10−24 m   | 1 yoctometro (ym)                                        | | |
| 10−21 m   | 1 zeptometro (zm)                                        | | |
| 10−18 m   | 1 attometro (am)                                         | | limite superiore attualmente trovato alle dimensioni di quark ed elettroni. (Nota: potrebbero essere puntiformi!)                  |
| 10−18 m   | 1 attometro (am)                                         | sensibilità del rilevatore LIGO per le onde gravitazionali                                                      | |
| 10−15 m   | 1 femtometro (fm)                                        | | dimensione di un protone e degli altri nucleoni                                                                                    |
| 10−15 m   | 1 femtometro (fm)                                        | raggio classico dell'elettrone (ovvero raggio che avrebbe l'elettrone se fosse una sfera carica elettricamente) | |
| 10−14 m   | 10 fm                                                    | | scala del nucleo atomico |
| 10−14 m   | 10 fm                                                    | raggio d'azione della forza nucleare debole                                                                     | |
| 10−13 m   | 100 fm                                                   | | lunghezza d'onda di Compton dell'elettrone                                                                                         |
| 10−12 m   | 1 picometro (pm)                                         | | distanza tra i nuclei atomici in una nana bianca                                                                                   |
| 10−12 m   | 1 picometro (pm)                                         | lunghezza d'onda dei raggi gamma                                                                                | |
| 10−12 m   | 1 picometro (pm)                                         | 5 pm | lunghezza d'onda dei raggi X più corti                                                                                             |
| 10−11 m   | 10 pm                                                    | 31 pm | raggio dell'atomo di elio |
| 10−11 m   | 10 pm                                                    | 53 pm | raggio dell'atomo di idrogeno |
| 10−10 m   | 100 pm                                                   | | lunghezza d'onda dei raggi X |
| 10−10 m   | 100 pm                                                   | 100 pm | 1 Ångström |
| 10−10 m   | 100 pm                                                   | 100 pm (0,1 nm)                                                                                                 | raggio covalente dell'atomo di zolfo                                                                                               |
| 10−10 m   | 100 pm                                                   | 126 pm (0,126 nm)                                                                                               | raggio covalente dell'atomo di rutenio                                                                                             |
| 10−10 m   | 100 pm                                                   | 135 pm (0,135 nm)                                                                                               | raggio covalente dell'atomo di tecnezio                                                                                            |
| 10−10 m   | 100 pm                                                   | 153 pm (0,153 nm)                                                                                               | raggio covalente dell'atomo di argento                                                                                             |
| 10−10 m   | 100 pm                                                   | 154 pm (0,154 nm)                                                                                               | lunghezza di un tipico legame covalente (C-C).                                                                                     |
| 10−10 m   | 100 pm                                                   | 155 pm (0,155 nm)                                                                                               | raggio covalente dell'atomo di zirconio                                                                                            |
| 10−10 m   | 100 pm                                                   | 175 pm (0,175 nm)                                                                                               | raggio covalente dell'atomo di tulio                                                                                               |
| 10−10 m   | 100 pm                                                   | 225 pm (0,225 nm)                                                                                               | raggio covalente dell'atomo di cesio                                                                                               |
| 10−10 m   | 100 pm                                                   | 500 pm (0,50 nm)                                                                                                | larghezza dell'elica alfa di una proteina                                                                                          |
| 10−9 m    | 1 nanometro (nm)                                         | 2 nm | diametro dell'elica del DNA |
| 10−8 m    | 10 nm                                                    | 20 nm | spessore di un flagello batterico                                                                                                  |
| 10−8 m    | 10 nm                                                    | 7 nm | dimensione di un transistor realizzato con le ultime tecnologie disponibili                                                        |
| 10−8 m    | 10 nm                                                    | 40 nm | lunghezza d'onda degli ultravioletti (limite inferiore)                                                                            |
| 10−8 m    | 10 nm                                                    | 90 nm | Il virus dell'AIDS (in genere i virus vanno da 20 nm a 450 nm)                                                                     |
| 10−8 m    | 10 nm                                                    | 100 nm | il 90% delle particelle del fumo di legno sono inferiori a questa misura                                                           |
| 10−7 m    | 100 nm                                                   | | dimensioni dei cromosomi |
| 10−7 m    | 100 nm                                                   | 600 nm | dimensione massima di una particella che può passare attraverso una mascherina da chirurgo                                         |
| 10−7 m    | 100 nm                                                   | 120 nm | dimensione massima di una particella che può passare attraverso un filtro ULPA                                                     |
| 10−7 m    | 100 nm                                                   | 280 nm | lunghezza d'onda degli ultravioletti (limite superiore)                                                                            |
| 10−7 m    | 100 nm                                                   | 300 nm | dimensione massima di una particella che può passare attraverso un filtro HEPA                                                     |
| 10−7 m    | 100 nm                                                   | 380-430 nm | lunghezza d'onda della luce viola -- si veda colore e spettro ottico                                                               |
| 10−7 m    | 100 nm                                                   | 430-450 nm | lunghezza d'onda della luce indaco                                                                                                 |
| 10−7 m    | 100 nm                                                   | 450-500 nm | lunghezza d'onda della luce blu |
| 10−7 m    | 100 nm                                                   | 500-520 nm | lunghezza d'onda della luce azzurra                                                                                                |
| 10−7 m    | 100 nm                                                   | 520-565 nm | lunghezza d'onda della luce verde                                                                                                  |
| 10−7 m    | 100 nm                                                   | 565-590 nm | lunghezza d'onda della luce gialla                                                                                                 |
| 10−7 m    | 100 nm                                                   | 590-625 nm | lunghezza d'onda della luce arancione                                                                                              |
| 10−7 m    | 100 nm                                                   | 625-740 nm | lunghezza d'onda della luce rossa                                                                                                  |
| 10−6 m    | 1 micrometro, micron (µm)                                | 1-10 µm | diametro tipico di un batterio |
| 10−6 m    | 1 micrometro, micron (µm)                                | 1,55 µm | lunghezza d'onda della luce usata nelle fibre ottiche                                                                              |
| 10−6 m    | 1 micrometro, micron (µm)                                | 6-8 µm | diametro di un globulo rosso umano                                                                                                 |
| 10−6 m    | 1 micrometro, micron (µm)                                | 6 µm | spora dell'antrace |
| 10−6 m    | 1 micrometro, micron (µm)                                | 7 µm | spessore di un filo di ragnatela                                                                                                   |
| 10−6 m    | 1 micrometro, micron (µm)                                | 7 µm | diametro del nucleo di una tipica cellula eucariota                                                                                |
| 10−5 m    | 10 µm                                                    | 10 µm | dimensione tipica di una goccia d'acqua di nebbia, rugiada o delle nuvole                                                          |
| 10−5 m    | 10 µm                                                    | 10 µm | larghezza di una fibra di cotone                                                                                                   |
| 10−5 m    | 10 µm                                                    | 10,6 µm | lunghezza d'onda della luce emessa da un laser al diossido di carbonio                                                             |
| 10−5 m    | 10 µm                                                    | 12 µm | larghezza di una fibra di acrilico                                                                                                 |
| 10−5 m    | 10 µm                                                    | 13 µm | larghezza di una fibra di nylon |
| 10−5 m    | 10 µm                                                    | 14 µm | larghezza di una fibra di poliestere                                                                                               |
| 10−5 m    | 10 µm                                                    | 15 µm | larghezza di una fibra di seta |
| 10−5 m    | 10 µm                                                    | 17 µm | escrementi dell'acaro della polvere                                                                                                |
| 10−5 m    | 10 µm                                                    | 20 µm | larghezza di una fibra di lana |
| 10−5 m    | 10 µm                                                    | 25,4 µm | 1/1000 di pollice, comunemente chiamato 1 mil                                                                                      |
| 10−5 m    | 10 µm                                                    | 50 µm | lunghezza tipica dell'Euglena gracilis, un protista flagellato                                                                     |
| 10−5 m    | 10 µm                                                    | 80 µm | spessore medio di un capello umano (varia da 18 a 180 µm)                                                                          |
| 10−4 m    | 100 µm                                                   | 125 µm | acaro della polvere |
| 10−4 m    | 100 µm                                                   | 200 µm | lunghezza tipica di un Paramecium caudatum, un protista cigliato                                                                   |
| 10−4 m    | 100 µm                                                   | 300 µm | diametro del Thiomargarita namibiensis, il più grosso batterio mai scoperto                                                        |
| 10−4 m    | 100 µm                                                   | 500 µm | micro motori MEMS |
| 10−4 m    | 100 µm                                                   | 500 µm | diametro di un ovulo umano |
| 10−4 m    | 100 µm                                                   | 500 µm | lunghezza tipica di un Amoeba proteus, un ameboide protista                                                                        |
| 10−3 m    | 1 millimetro (mm)                                        | 2,54 mm | distanza tra i pin nei vecchi componenti elettronici DIP (dual in-line package)                                                    |
| 10−3 m    | 1 millimetro (mm)                                        | 5 mm | lunghezza media di una formica rossa                                                                                               |
| 10−3 m    | 1 millimetro (mm)                                        | 7,62 mm | calibro comune delle pallottole delle armi da guerra                                                                               |
| 10−2 m    | 1 centimetro (cm)                                        | 1,5 cm | lunghezza di una grossa zanzara |
| 10−2 m    | 1 centimetro (cm)                                        | 2,54 cm | 1 pollice |
| 10−2 m    | 1 centimetro (cm)                                        | 3,1 cm | 1 attoparsec (10−18 parsec) |
| 10−2 m    | 1 centimetro (cm)                                        | 4,267 cm | diametro di una pallina da golf |
| 10−1 m    | 1 decimetro (dm)                                         | 10 cm | lunghezza d'onda delle più alte frequenze radio UHF, 3 GHz                                                                         |
| 10−1 m    | 1 decimetro (dm)                                         | 10 cm | diametro della cervice all'inizio della seconda fase del travaglio                                                                 |
| 10−1 m    | 1 decimetro (dm)                                         | 12 cm | lunghezza d'onda della banda radio 2,45 GHz ISM                                                                                    |
| 10−1 m    | 1 decimetro (dm)                                         | 15 cm | altezza di un lillipuziano (da I viaggi di Gulliver)                                                                               |
| 10−1 m    | 1 decimetro (dm)                                         | 30,48 cm | 1 piede |
| 10−1 m    | 1 decimetro (dm)                                         | 50-65 cm | la coda del Pizote |
| 10−1 m    | 1 decimetro (dm)                                         | 66 cm | dimensioni delle pigne più lunghe                                                                                                  |
| 10−1 m    | 1 decimetro (dm)                                         | 89 cm | altezza media di uno Hobbit adulto                                                                                                 |
| 10−1 m    | 1 decimetro (dm)                                         | 90 cm | lunghezza della lama del fioretto                                                                                                  |
| 10−1 m    | 1 decimetro (dm)                                         | 91 cm | 1 iarda |
| 1 m       | 1 metro                                                  | 1 m | lunghezza d'onda delle più basse frequenze UHF e più alte frequenze VHF, 300 MHz                                                   |
| 1 m       | 1 metro                                                  | 1,435 m | scartamento standard dei binari ferroviari                                                                                         |
| 1 m       | 1 metro                                                  | 1,7 m | altezza media di una persona adulta                                                                                                |
| 1 m       | 1 metro                                                  | 2,77 - 3,44 m                                                                                                   | lunghezza d'onda delle radio in modulazione di frequenza 108 - 87 MHz                                                              |
| 1 m       | 1 metro                                                  | 3,048 m | altezza del canestro nella pallacanestro                                                                                           |
| 1 m       | 1 metro                                                  | 5,5 m | altezza dell'animale più alto, la giraffa                                                                                          |
| 10 m      | 1 decametro (dam)                                        | 10 m | lunghezza d'onda delle frequenze radio a onde corte più alte, 30 MHz                                                               |
| 10 m      | 1 decametro (dam)                                        | 11 m | distanza del dischetto del calcio di rigore dalla linea di porta                                                                   |
| 10 m      | 1 decametro (dam)                                        | 21 m | altezza della cascata High Force in Inghilterra.                                                                                   |
| 10 m      | 1 decametro (dam)                                        | 23 m | altezza dell'obelisco di Place de la Concorde, a Parigi.                                                                           |
| 10 m      | 1 decametro (dam)                                        | 27,43 m | distanza tra le basi su un campo da baseball                                                                                       |
| 10 m      | 1 decametro (dam)                                        | 30 m | lunghezza di una balenottera azzurra, l'animale più grande                                                                         |
| 10 m      | 1 decametro (dam)                                        | 40 m | profondità media sotto il letto del mare dell'Eurotunnel                                                                           |
| 10 m      | 1 decametro (dam)                                        | 49 m | larghezza di un campo da football americano (53 iarde e 1/3)                                                                       |
| 10 m      | 1 decametro (dam)                                        | 52 m | altezza delle Cascate del Niagara                                                                                                  |
| 10 m      | 1 decametro (dam)                                        | 55 m | altezza della Torre di Pisa |
| 10 m      | 1 decametro (dam)                                        | 60 m | altezza della Piramide di Djoser                                                                                                   |
| 10 m      | 1 decametro (dam)                                        | 70 m | larghezza di un campo di calcio |
| 10 m      | 1 decametro (dam)                                        | 70 m | lunghezza dell'Arazzo di Bayeux |
| 10 m      | 1 decametro (dam)                                        | 91,44 m | lunghezza di un campo da football americano (100 iarde misurate tra le due linee di meta)                                          |
| 100 m     | 1 ettometro (hm)                                         | 100 m | lunghezza d'onda delle frequenze radio a onde corte più basse e di quelle a onde medie più alte, 3 MHz                             |
| 100 m     | 1 ettometro (hm)                                         | 105 m | lunghezza di un campo di calcio |
| 100 m     | 1 ettometro (hm)                                         | 112,34 m | altezza dell'albero più alto del mondo                                                                                             |
| 100 m     | 1 ettometro (hm)                                         | 137 m | altezza della Grande Piramide di Giza                                                                                              |
| 100 m     | 1 ettometro (hm)                                         | 147 m | altezza originale della Grande Piramide di Giza                                                                                    |
| 100 m     | 1 ettometro (hm)                                         | 168 m | altezza del punto più alto dello Schleswig-Holstein (Germania)                                                                     |
| 100 m     | 1 ettometro (hm)                                         | 193 m | lunghezza della nave da trasporto UND Adriyatik                                                                                    |
| 100 m     | 1 ettometro (hm)                                         | 244 m | altezza dell'edificio del City Gate di Ramat Gan (Israele)                                                                         |
| 100 m     | 1 ettometro (hm)                                         | 300 m | altezza della Torre Eiffel |
| 100 m     | 1 ettometro (hm)                                         | 340 m | distanza percorsa dal suono nell'aria in un secondo; si veda velocità del suono                                                    |
| 100 m     | 1 ettometro (hm)                                         | 400-500 m | altezza dei grattacieli più alti fino agli anni 2000                                                                               |
| 100 m     | 1 ettometro (hm)                                         | 541 m | altezza della Freedom Tower sul luogo dove sorgeva il World Trade Center                                                           |
| 100 m     | 1 ettometro (hm)                                         | 553,33 m | altezza della CN Tower |
| 100 m     | 1 ettometro (hm)                                         | 647 m | altezza dell'antenna radio di Varsavia, crollata nel 1991                                                                          |
| 1000 m    | 1 chilometro (km)                                        | 1 km | lunghezza d'onda delle più basse frequenze radio in onde medie, 300 kHz                                                            |
| 1000 m    | 1 chilometro (km)                                        | 1609 m | 1 miglio internazionale |
| 1000 m    | 1 chilometro (km)                                        | 1852 m | 1 miglio nautico |
| 1000 m    | 1 chilometro (km)                                        | 8850 m | altezza della montagna più alta, l'Everest                                                                                         |
| 10 000 m  | 10 km = 1 Miriametro (Mm)                                | 10 540 m | Fossa di Mindanao |
| 10 000 m  | 10 km = 1 Miriametro (Mm)                                | 33 km | punto più stretto della Manica, nello stretto di Dover                                                                             |
| 100 000 m | 100 km                                                   | 111 km | un grado di latitudine della Terra                                                                                                 |
| 106 m     | 1 000 km = 1 megametro (Mm)                              | 3 480 km | diametro della Luna |
| 106 m     | 1 000 km = 1 megametro (Mm)                              | 8 851 km | lunghezza della Grande muraglia cinese                                                                                             |
| 107 m     | 10 000 km                                                | 12 756 km 40 075 km                                                                                             | diametro equatoriale della Terra lunghezza dell'equatore terrestre                                                                 |
| 108 m     | 100 000 km                                               | 384 000 km = 384 Mm                                                                                             | distanza orbitale tra Terra e Luna                                                                                                 |
| 109 m     | 1 milione di km = 1 gigametro (Gm)                       | 1 390 000 km = 1,39 Gm                                                                                          | diametro del Sole |
| 10 m      | 10 milioni di km                                         | 18×109 m (0,12 au)                                                                                              | distanza equivalente a un minuto luce                                                                                              |
| 1011 m    | 100 milioni di km                                        | 150 milioni di km = 150 Gm                                                                                      | 1 unità astronomica (UA); distanza media tra Terra e Sole.                                                                         |
| 1012 m    | 1000 milioni di km = 1 miliardo di km = 1 terametro (Tm) | 1,4×109 km | distanza orbitale di Saturno dal Sole                                                                                              |
| 1012 m    | 1000 milioni di km = 1 miliardo di km = 1 terametro (Tm) | 5,9 Tm | distanza orbitale di Plutone dal Sole                                                                                              |
| 1013 m    | 10 Tm                                                    | 13,8 Tm | distanza della Voyager 1 dal Sole (maggio 2004)                                                                                    |
| 1014 m    | 100 Tm                                                   | | |
| 1015 m    | 1 petametro (Pm)                                         | 9,46 Pm = 1 anno luce                                                                                           | distanza percorsa dalla luce in un anno                                                                                            |
| 1016 m    | 10 Pm                                                    | 3,2616 anni luce = 30,8568 Pm                                                                                   | 1 parsec |
| 1016 m    | 10 Pm                                                    | 4,22 anni luce = 39,9 Pm                                                                                        | distanza della stella più vicina (Proxima Centauri)                                                                                |
| 1017 m    | 100 Pm                                                   | 1,1×1017 m (12 al)                                                                                              | distanza di Tau Ceti dal Sole |
| 1018 m    | 1 exametro (Em)                                          | 1,6×1018 m (170 al)                                                                                             | diametro di M13 (un tipico ammasso globulare)                                                                                      |
| 1019 m    | 10 Em                                                    | 1,4×1019 m (1,5×103 al)                                                                                         | spessore stimato del piano della via Lattea nella regione del Sole                                                                 |
| 1020 m    | 100 Em                                                   | 10 000 anni luce                                                                                                | Raggio della via Lattea |
| 1021 m    | 1 zettametro (Zm)                                        | 52 chiloparsec (1,6×1021 m = 1,6 Zm)                                                                            | distanza dalla Grande Nube di Magellano (una galassia nana che orbita attorno alla Via Lattea)                                     |
| 1021 m    | 1 zettametro (Zm)                                        | 54 kiloparsec (1,66×1021 m = 1,66 Zm)                                                                           | distanza dalla Piccola Nube di Magellano (un'altra galassia nana che orbita attorno alla Via Lattea)                               |
| 1022 m    | 10 Zm                                                    | 22,3 Zm (2,36 milioni di anni luce = 725 kiloparsec = 22,3 Zm)                                                  | distanza dalla Galassia di Andromeda                                                                                               |
| 1022 m    | 10 Zm                                                    | 50 Zm (1,6 Mpc)                                                                                                 | diametro del gruppo locale di galassie                                                                                             |
| 1023 m    | 100 Zm                                                   | 300-600 Zm (10-20 megaparsec)                                                                                   | distanza dall'ammasso della Vergine                                                                                                |
| 1024 m    | 1 yottametro (Ym)                                        | 200 milioni di anni luce (2 Ym, 60 megaparsec)                                                                  | diametro del Superammasso della Vergine                                                                                            |
| 1024 m    | 1 yottametro (Ym)                                        | 500 milioni di anni luce (5 Ym, 150 megaparsec)                                                                 | estensione della Grande parete, la quarta struttura più grande dell'universo conosciuto                                            |
| 1025 m    | 10 Ym                                                    | 1,8×1025 m — ~1,9 miliardi di anni luce                                                                         | distanza dal quasar 3C273 |
| 1026 m    | 100 Ym                                                   | 10 anni luce | distanza stimata da alcune quasar, gli oggetti più lontani osservati nell'universo                                                 |
| 1026 m    | 100 Ym                                                   | 1,37×10 anni luce = 1,3×1026 m = 130 Ym                                                                         | distanza che la radiazione cosmica di fondo ha percorso dal Big Bang                                                               |